# Banas
Banas (hindi बनास नदी) – rzeka w stanie Radżastan w północno-zachodnich Indiach. Ma 310 mil (500 km) długości. Wypływa w pobliżu fortu Kumbhalgarh i przecina krętym biegiem pasmo górskie Arawali. Następnie płynie w kierunku północno-wschodnim, wpływa na równiny i uchodzi do rzeki Ćambal, na północ od miasta Sheopur. Jest rzeką sezonową, która często wysycha w gorących miesiącach, jednak mimo to stanowi ważne źródło nawadniania. Jej główne dopływy to rzeki Berach i Kothari.